# Внутрішні мілини

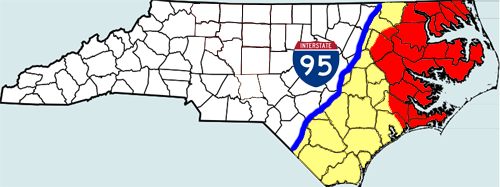
Внутрішні мілини Північної Кароліни. Червоним кольором відзначений регіон у вузькому сенсі, жовтим — в широкому розумінні

Внутрішні мілини (англ. Inner Banks) — внутрішній прибережний регіон Північної Кароліни, розташований на східному узбережжі США. Площа регіону у його широкому розумінні — 57568 км². Внутрішні і Зовнішні мілини разом утворюють прибережний низинний регіон Північної Кароліни. Регіон обмежений кордонами з Вірджинією і Південної Кароліною з півночі і півдня і автодорогою № 95 та Зовнішніми мілинами — з заходу і сходу.
Довжина берегової смуги Внутрішніх мілин — 3000 миль — за крайньої порізаності берегової лінії. У регіоні, в якому знаходяться 41 округ, проживає близько 2,5 мільйона чоловік. У регіон також включають Кришталевий берег та містечко Албемарл. На відміну від Зовнішніх мілин термін «Внутрішні мілини» з'явився відносно недавно і пов'язаний з розвитком туризму і економіки в цьому традиційно аграрному регіоні.